# Єрликово (Міякинський район)
Єрли́ково (рос. Ерлыково, башк. Йәрлекәү) — село у складі Міякинського району Башкортостану, Росія. Входить до складу Міякинської сільської ради.
Населення — 499 осіб (2010; 459 в 2002).
Національний склад:
- росіяни — 43%
- татари — 27%